# 拉托雷德尔瓦列
拉托雷德尔瓦列，是西班牙卡斯蒂利亚-莱昂萨莫拉省的一个市镇。 总面积17平方公里，总人口185人（2001年），人口密度11人/平方公里。